# Bitka kod Samobora
Bitka kod Samobora je ratni sukob koji se odvijao 1. ožujka 1441., između snaga kraljice udovice Elizabete i poljskog kralja Vladislava Jagelovića. Uz Elizabetu je pristao Ulrik II. Celjski, a uz kralja Vladislava Jagelovića Stjepan Banić.
Snagama Ulrika II. Celjskog zapovijedao je češki plaćenik Jan Vitovec. Oni su u konačnici bili pobjednici, držeći Banića zatvorenog nakon bitke. Međutim kraljica Elizabeta umire 1442. prisiljavajući tako Ulrika II. da prizna Vladislava III. kao kralja te da otpusti sve zatvorenike.
U Samoboru se često održavaju manifestacije kojima se uprizoruje tijek ove bitke.